# Skartofta

Skartofta är en by i Öveds socken i Sjöbo kommun, Skåne län. Skartofta ligger mellan Övedskloster och Bjärsjölagård, strax norr om Vombsjön. Från 1910 till 1955 var Skartofta stationsort på järnvägslinjen mellan Bjärsjölagård och Dalby, där linjen anslöt till förbindelsen mellan Malmö och Simrishamn.
Orten var kyrkby i Skartofta socken och Skartofta församling som 16 augusti 1806 uppgick i Öveds socken och församling. 
Kyrkoherden i Sörby, Jöns Schartau (död 1754), tog sitt efternamn efter födelsesocknen Skartofta. Jöns Schartau var farfar till prästen Henric Schartau, vars kompromisslösa och stränga lära gav upphov till schartauanismen.